# Annie Horniman
Annie Elizabeth Fredericka Horniman (3. oktober 1860 i Lewisham – 6. august 1937 i Shere, Surrey) var en af grundlæggerne af Irlands nationalteater, Abbey Theatre i Dublin og the Gaeity Theatre i Manchester. Hun var den ældste datter af Frederick John Horniman, som grundlagde the Horniman Museum i London og søster til Emslie Horniman. Hun var aktivt medlem af den magiske og spirituelle orden, Hermetic Order of the Golden Dawn.